# مأمور موسی خان نصرت
مأمور موسی خان نصرت (زاده ۱۳۳۴ ولسوالی نادعلی ولایت هلمند) سیاستمدار افغانستان و نماینده مردم ولایت فراه در دوره‌های پانزدهم و شانزدهم مجلس نمایندگان است. وی در مجلس شانزدهم نمایندگان افغانستان عضو کمیسیون مواصلات، مخابرات، امور انکشاف شهری، تهیه مسکن، تهیه آب و برق و امور شاروالی‌ها می‌باشد.

## زندگی‌نامه
مأمور موسی خان نصرت زاده ۱۳۳۴ از ولسوالی نادعلی ولایت هلمند می‌باشد. وی فارغ‌التحصیل ۱۲ پاس است.